# Nomada seneciophila
Nomada seneciophila är en biart som beskrevs av Mitchell 1962. Nomada seneciophila ingår i släktet gökbin, och familjen långtungebin. Inga underarter finns listade i Catalogue of Life.